# Centauro (microcotxe)
|  | No s'ha de confondre amb l'escúter Centauro, creat per Carlos Sotelo a Barcelona el 1967.. |

El Centauro fou un microcotxe esportiu construït el 1952 a la fàbrica Derbi de Martorelles al Vallès Oriental per a l'ús personal de Josep Papitu Rabasa, germà de l'amo de l'empresa Simeó Rabasa. Equipat amb un motor Derbi de 248 cc, tant el xassís com la carrosseria varen ser fets segons els seus coneixements i gust personal. S'ha dit que l'artífex material en fou Jaume Pahissa, treballador de l'empresa i mecànic de renom (fou el mestre de Paco Tombas i Pere Pi).

## Història
La producció normalitzada a Derbi del model de motocicleta de 250 cc (en realitat, 248), va encoratjar Papitu Rabasa a construir un vehicle de competició amb un gran nombre de components d'aquell model, a banda del motor. Rabasa feia servir el Centauro, d'aspecte similar als midgets de l'època, tant per a participar en curses (especialment, pujades de muntanya) com per a desplaçar-s'hi cada dia. Per a engegar-lo calien dues persones: una pitjava l'accelerador des de l'habitacle i l'altra accionava la palanca de posada en marxa, igual com les de les motocicletes, situada a l'exterior.

## Característiques tècniques
La suspensió anterior del Centauro era per ressorts semielíptics transversals, mentre la telescòpica posterior derivava directament de la motocicleta, igual com l'encesa, els frens de tambor i les rodes. La direcció era per cables –solució que després es va traslladar als tricicles fabricats en sèrie– del tipus irreversible.
El motor Derbi no fou sotmès a cap modificació, com tampoc no ho fou la caixa de canvis de quatre velocitats. Les característiques del motor eren: monocilíndric a cicle de dos temps, de 65 × 75 mm (248 cc), amb una compressió de 6,3:1, i una potència de 9 CV a 4.000 rpm.